# Crau

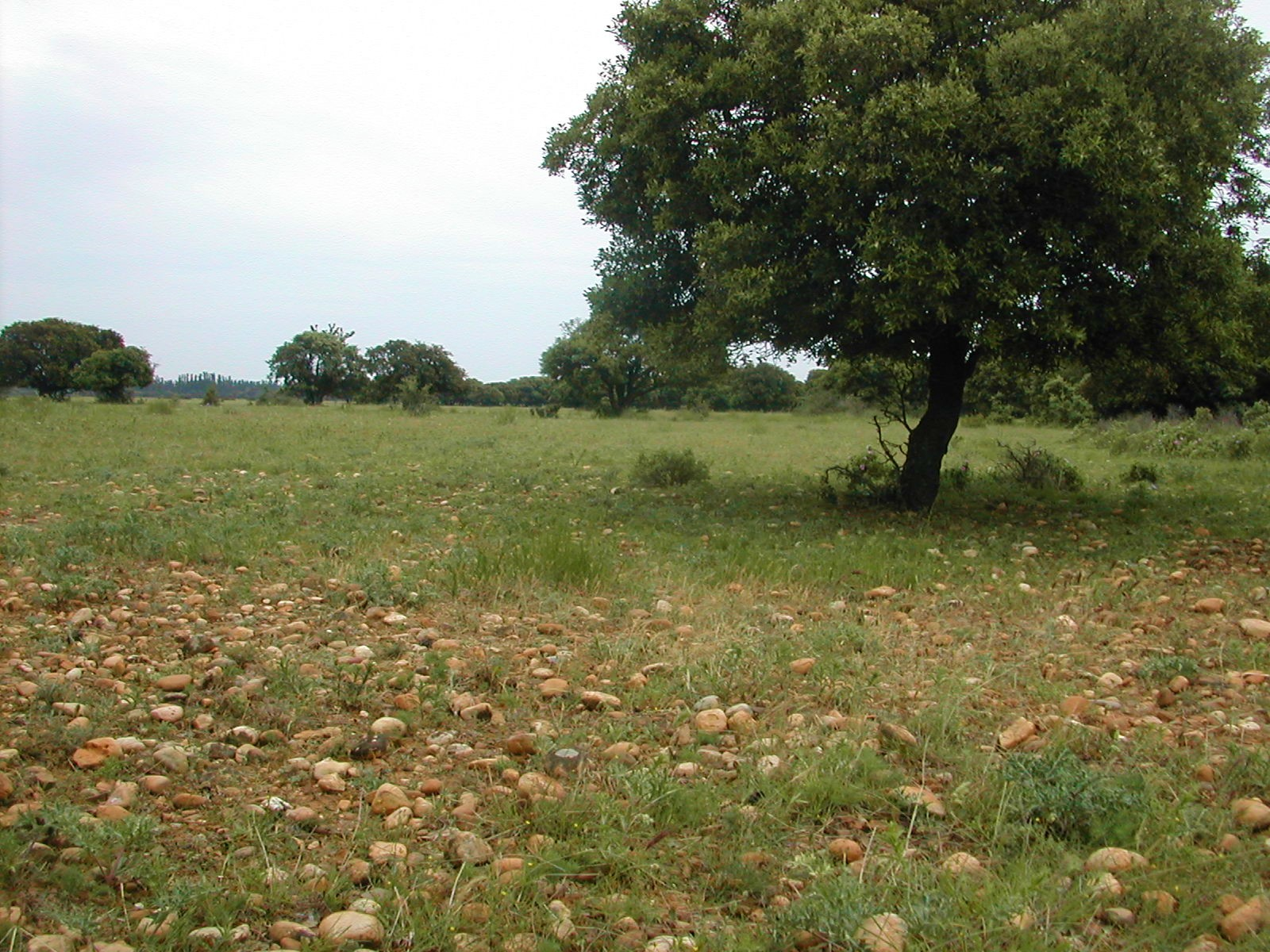
La Crau è un'immensa distesa di ciottoli depositati dal corso preistorico della Durance

La Crau (in occitano: Crau secondo la norma classica e quella felibriana) è una steppa arida della Francia, nel dipartimento delle Bocche del Rodano. La Crau è l'unico bioma stepposo dell'Europa occidentale ed è un habitat protetto dalla rete ecologica europea Natura 2000.

## Geografia
La regione è delimitata a nord dalle Alpilles, ad ovest dal delta del Rodano e dalla Camargue, a sudest dalle colline che si affacciano sull'Étang de Berre e a sud dal Mar Mediterraneo.

## Geologia

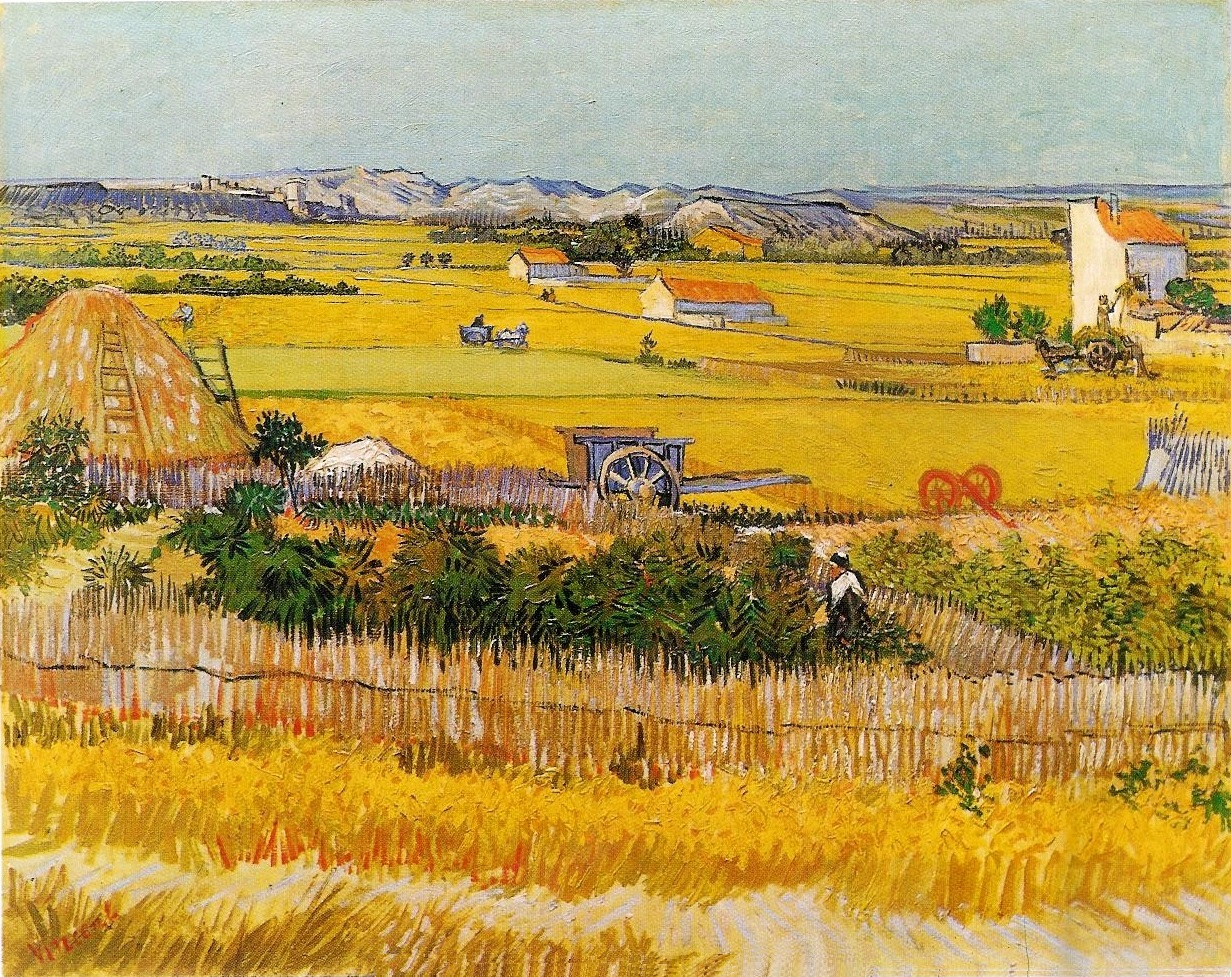
Il paesaggio della Crau nel quadro Il raccolto di Vincent van Gogh.

La Crau è l'antica confluenza della Durance e del Rodano, e ne è il cono alluvionale. È costituita da ciottoli di fiume, modellati dal corso preistorico della Durance e accumulatisi nei millenni per un notevole spessore.

## Arte
La Crau è nota agli amanti dell'arte grazie a Vincent van Gogh. Il grande pittore olandese infatti, nel periodo trascorso ad Arles (1888-1889) era solito vagare per la pianura, e ne dipinse più volte i campi di grano (in special modo d'estate) in alcune tele considerate tra i suoi massimi capolavori.